# Dinozé
Dinozé es una comuna francesa situada en el departamento de Vosgos, en la región de Gran Este.

## Demografía
| 399 | 405 | 374 | 430 | 468 | 464 | 643 |
| Para los censos de 1962 a 1999 la población legal corresponde a la población sin duplicidades (Fuente: INSEE [Consultar]) |     |     |     |     |     |     |